# Esiliiga B 2021
L'Esiliiga B 2021 è stata la 9ª edizione della terza divisione del campionato di calcio estone. Il campionato si è disputato tra il 6 marzo e il 21 novembre 2021 ed è stato vinto dal Viimsi per la prima volta nella sua storia.

## Stagione

### Novità
Dall'Esiliiga 2020 sono retrocessi il Vaprus Vändra e lo Järve Kohtla-Järve, che cambia denominazione in FC Alliance Ida-Virumaa, mentre dalla II Liiga sono stati promossi FC Tallinn, TJK Legion Under-21 e Harju. Queste squadre sostituiscono Paide Under-21 e Welco Tartu promossi in Meistriliiga, e Keila e Tarvas Rakvere retrocessi in II Liiga.

### Formula
Le 10 squadre partecipanti si affrontano in un doppio girone di andata e ritorno, per un totale di 36 giornate. Le prime due squadre in classifica vengono promosse in Esiliiga, mentre la terza disputa uno spareggio contro la penultima dell'Esiliiga. Sono escluse dalla possibilità di promozione le formazioni Under-21 che hanno la prima squadra nella serie superiore. Le ultime due classificate retrocedono direttamente in II Liiga, mentre l'ottava classificata disputa uno spareggio contro la vincente dei play-off di II Liiga.

### Avvenimenti
Dopo la prima giornata, la EJL decreta la sospensione del campionato fino al 1º maggio a causa della pandemia di COVID-19.
Il campionato è effettivamente ripreso dal 4 maggio ma, come nella stagione precedente, a causa della lunga sosta è stato modificato il formato del torneo cosicché, invece del secondo girone di ritorno, dopo 27 giornate le squadre saranno divise in due gruppi, sei nella poule promozione e quattro nella poule retrocessione; tutte le squadre inizieranno il girone con i punti totalizzati durante la stagione regolare. Ogni squadra incontra le altre del proprio gruppo, in partite di sola andata, rispettivamente per un totale di altre cinque e tre giornate.
Il Viimsi ha vinto il campionato alla terzultima giornata, conseguendo la promozione in Esiliiga insieme all'Harju Laagri. Successivamente anche l'Alliance Ida-Virumaa è salito in Esiliiga con la vittoria dello spareggio contro il Pärnu JK.

## Squadre partecipanti
| Club                 | Città        | Stadio                     | Posizione 2020                            |
| -------------------- | ------------ | -------------------------- | ----------------------------------------- |
| Alliance Ida-Virumaa | Kohtla-Järve | K-J Spordikeskuse Staadion | 10º posto in Esiliiga                     |
| FC Tallinn           | Tallinn      | Lasnamäe Spordikompleksi   | 1º posto nel girone Nord/Est di II Liiga  |
| Harju                | Laagri       | Laagri Kunstmurustaadion   | 2º posto nel girone Sud/Ovest di II Liiga |
| Kalev Tallinn U21    | Tallinn      | Kalevi Keskstaadion        | 3º posto in Esiliiga B                    |
| Kalju Nõmme U21      | Tallinn      | Hiiu Staadion              | 7º posto in Esiliiga B                    |
| Läänemaa             | Haapsalu     | Haapsalu Linnastaadion     | 6º posto in Esiliiga B                    |
| Tabasalu             | Tabasalu     | Tabasalu Arena             | 4º posto in Esiliiga B                    |
| TJK Legion U21       | Tallinn      | Wismari Staadion           | 1º posto nel girone Nord/Est di II Liiga  |
| Vaprus Vändra        | Vändra       | Vändra Staadion            | 9º posto in Esiliiga                      |
| Viimsi               | Viimsi       | Vimsi Staadion             | 5º posto in Esiliiga B                    |

## Stagione regolare

### Classifica
|  | Pos. | Squadra              | Pt | G  | V  | N | P  | GF | GS | DR  |
|  | ---- | -------------------- | -- | -- | -- | - | -- | -- | -- | --- |
|  | 1.   | Viimsi               | 58 | 27 | 17 | 7 | 3  | 71 | 24 | +47 |
|  | 2.   | Harju Laagri         | 48 | 26 | 15 | 3 | 8  | 65 | 43 | +22 |
|  | 3.   | FC Tallinn           | 44 | 27 | 14 | 2 | 11 | 59 | 49 | +10 |
|  | 4.   | Alliance Ida-Virumaa | 41 | 27 | 13 | 2 | 12 | 53 | 64 | -11 |
|  | 5.   | Tabasalu             | 40 | 27 | 12 | 4 | 11 | 58 | 51 | +7  |
|  | 6.   | Kalev Tallinn U21 *  | 39 | 26 | 12 | 3 | 11 | 63 | 54 | +9  |
|  | 7.   | TJK Legion U21       | 36 | 27 | 12 | 0 | 15 | 63 | 74 | -11 |
|  | 8.   | Kalju Nõmme U21      | 29 | 27 | 9  | 2 | 16 | 52 | 62 | -10 |
|  | 9.   | Vaprus Vändra        | 27 | 27 | 8  | 3 | 16 | 39 | 67 | -28 |
|  | 10.  | Läänemaa             | 26 | 27 | 8  | 2 | 17 | 56 | 91 | -35 |

Legenda:

      Ammesse alla Poule promozione
      Ammesse alla Poule retrocessione
Note:

Tre punti a vittoria, uno a pareggio, zero a sconfitta.
La classifica viene stilata secondo i seguenti criteri:
- Punti conquistati
- play-off (solo per decidere la squadra campione)
- Meno partite perse a tavolino
- Partite vinte
- Punti conquistati negli scontri diretti
- Differenza reti negli scontri diretti
- Differenza reti generale
- Reti totali realizzate
- Fair-play ranking

## Poule scudetto e retrocessione

### Classifica finale
|  | Pos. | Squadra              | Pt | G  | V  | N | P  | GF | GS | DR  |
|  | ---- | -------------------- | -- | -- | -- | - | -- | -- | -- | --- |
|  | 1.   | Viimsi               | 64 | 32 | 19 | 7 | 6  | 81 | 30 | +51 |
|  | 2.   | Harju Laagri         | 63 | 32 | 20 | 3 | 9  | 88 | 49 | +39 |
|  | 3.   | Alliance Ida-Virumaa | 53 | 32 | 17 | 2 | 13 | 63 | 70 | -7  |
|  | 4.   | FC Tallinn           | 50 | 32 | 16 | 2 | 14 | 68 | 66 | +2  |
|  | 5.   | Kalev Tallinn U21 *  | 46 | 32 | 14 | 4 | 14 | 71 | 68 | +3  |
|  | 6.   | Tabasalu             | 41 | 32 | 12 | 5 | 15 | 60 | 64 | -4  |
|  |      |                      |    |    |    |   |    |    |    |     |
|  | 7.   | TJK Legion U21       | 37 | 30 | 12 | 1 | 17 | 64 | 83 | -19 |
|  | 8.   | Läänemaa             | 33 | 30 | 10 | 3 | 17 | 65 | 94 | -29 |
|  | 9.   | Kalju Nõmme U21      | 33 | 30 | 10 | 3 | 17 | 56 | 66 | -10 |
|  | 10.  | Vaprus Vändra        | 31 | 30 | 9  | 4 | 17 | 47 | 73 | -26 |

Legenda:

      Promossa in Esiliiga 2022

 Ammessa agli spareggi promozione o retrocessione

      Retrocessa in II Liiga 2022

(*) squadra ineleggibile per la promozione.
Note:

Tre punti a vittoria, uno a pareggio, zero a sconfitta.
La classifica viene stilata secondo i seguenti criteri:
- Punti conquistati
- play-off (solo per decidere la squadra campione)
- Meno partite perse a tavolino
- Partite vinte
- Punti conquistati negli scontri diretti
- Differenza reti negli scontri diretti
- Differenza reti generale
- Reti totali realizzate
- Fair-play ranking

## Spareggi

### Play-off
|                      | Risultati |                      | Luogo e data                   |
| -------------------- | --------- | -------------------- | ------------------------------ |
| Alliance Ida-Virumaa | 4 - 1     | Pärnu JK             | Kohtla-Järve, 27 novembre 2021 |
| Pärnu JK             | 0 - 0     | Alliance Ida-Virumaa | Pärnu, 4 dicembre 2021         |
|                      |           |                      |                                |

### Play-out
Non disputati; il Läänemaa rimane in Esiliiga B.